# Canon EOS D60
Canon EOS D60 — цифровий дзеркальний фотоапарат просунутого любительського, або напівпрофесійного рівня серії EOS компанії Canon. Вперше анонсований 22 лютого 2002 року. Вийшов на заміну Canon EOS D30. Наступна модель цього рівня — Canon EOS 10D.

## Характеристики
- 22,7×15,1 мм КМОП (CMOS) сенсор APS-C;
- 6,3 ефективних мегапікселів;
- Макисмиальна роздільча здатність 3072 × 2048;
- Байонет Canon EF;
- 3-точковий автофокус;
- Світлочутливість 100, 200, 400, 800, 1000 ISO
- Діапазон витримок від 1/4000 до 30 с,
- 35-зонний TTL експонометр
- 1,8-дюймовий кольоровий TFT ЖК-монітор, 118 000 пікселів
- Компенсаці експозиції від -2 EV до +2 EV з кроком 1/3 EV чи 1/2 EV
- Автобаланс білого та 5 предустановлених, також ручний ввід;
- Видошукач пентапризма;
- E-TTL режим роботи спалаху;
- 3 кадри в секунду швидкість серійної зйомки;
- Габарити 150 x 107×75 мм;
- Вага тушки 780г;